# Institut professionnel de la fonction publique du Canada
L'Institut professionnel de la fonction publique du Canada est l'un des plus grands syndicats multi-professionnels au Canada, représentant quelque 60 000 professionnels de la fonction publique employée par le gouvernement fédéral.
L'institut a été mis sur pied le 6 février 1920 afin de protéger les intérêts des professionnels de la fonction publique canadienne. Il est devenu un agent de négociation à la suite de la création du Public Service Staff Relations Act en 1967.
L'institut est le responsable en négociation pour plus de 40 différents groupes et négocie avec 25 différents employeurs à l'intérieur de sept différentes juridictions.
L'institut est au service de ces membres avec plus de 120 employés à temps plein dans son bureau national à Ottawa, et dans ses bureaux régionaux à Halifax, Montréal, Toronto, Winnipeg, Edmonton et Vancouver.